# Trận Monnaie
Trận Monnaie, hay còn gọi là Trận Tours là một hoạt động quân sự trong chiến dịch tấn công Pháp của quân đội Phổ – Đức trong các năm 1870 – 1871, đã diễn ra vào ngày 20 tháng 12 năm 1870, về hướng nam xã Monnaie của nước Pháp. Trong trận giao chiến này, một sư đoàn Hanover của quân đội Đức dưới quyền chỉ huy của tướng Schwarzkoppen, thuộc Quân đoàn X dưới quyền chỉ huy của viên tướng Konstantin Bernhard von Voigts-Rhetz đã tấn công và giành chiến thắng trước một đạo quân Garde Mobiles trong quân đội Pháp (do tướng Ferry Pisani chỉ huy), đẩy bật quân Pháp về Langreais. Thắng lợi này đã tạo điều kiện cho người Đức tiến vào chiếm thành phố Tours.
Vào ngày 20 tháng 12 năm 1870, tình hình cho thấy là người Phổ sẽ tiến công Tours. Trong khi đó tướng Pisani của Pháp chỉ có một lực lượng yếu ớt trong tay mình, tuy nhiên ông ta cùng với binh lính của mình quyết không thể để quân đội Phổ đánh chiếm Tours mà không gặp phải một sự kháng cự nào. Nếu quân của ông ta tổ chức phòng ngự trong thành phố thì họ sẽ gặp thuận lợi, nhưng cư dân Tours sẽ chịu không ít rủi ro, và nếu quân Pháp thua trận, thành phố sẽ bị đối phương tàn phá. Vì vậy, vị tướng Pháp rời khỏi Tours, và tại Monnaie, trên con đường tới Château-Renault, lực lượng Garde Mobiles của ông đã bị Sư đoàn số 19 dưới quyền tướng Schwarzkoppen tấn công. Sư đoàn số 19 vốn đang tiến đánh từ Vendôme đến Tours theo đường Château-Renault, nhưng không phải để đánh chiếm Tours nhưng để kiểm chứng xem quân Pháp có còn tập trung binh lực với số lượng đáng kể ở đây hay không, đồng thời để cắt tuyến đường sắt từ Tours tới Le Mans. Trong khi quân Pháp có quân số là 6.000 người và 6 pháo dã chiến, quân Phổ có đến 12.000 – 14.000 quân, tập trung 24 khẩu đại bác. Tuy nhiên, quân đội Pháp tiến hành kháng cự quyết liệt trong suốt từ sáng đến tối, gây cho quân đội Phổ những thiệt hại rất nặng nề. Nhưng cuối cùng, Pisani không chống nổi. Các lực lượng của ông đã tiến hành triệt thoái về Nôtre-Dame d'Oe, gần Tours.
Sau thắng lợi này, quân đội Đức tiếp tục bước tiến của mình, và, vào buổi sáng ngày 21 tháng 12 năm 1870, họ đã xuất hiện tại các bức trường thành của Tours với quân số đông đảo. Từ các cao điểm lân cận, quân Đức đã tiến hành một cuộc pháo kích, gây thiệt hại cho một số thị dân trên đường phố. Lá cờ đình chiến của Pháp đã được giơ lên, và viên thị trưởng đã xuất hiện trước các lực lượng Đức và yêu cầu họ ngừng pháo kích. Người Đức đã chấp thuận lời đề nghị này và quân lính Hanover tiến vào Tours. Nhưng, tướng Schwarzkoppen không thiết lập tổng hành dinht tại đây, mà thay vì đó, ông ưu tiên lập tổng hành dinh về hướng đông. Cùng ngày hôm đó, Quân đoàn X đặt tổng hành dinh tại Blois. Tours đã đầu hàng, song người Đức không trụ lâu trong thành phố này. Nó cách quá xa đạo quân chủ lực của Binh đoàn thứ hai dưới quyền tổng chỉ huy của Hoàng thân Friedrich Karl của Phổ, do đó không thể chắc chắn là quân Đức có thể chiếm giữ Tours một cách an toàn. Voigtz-Rhetz đã được lệnh triệt thoái về Orléans cùng với Quân đoàn X của ông, để theo dõi các vận động của binh đoàn dưới quyền tướng Pháp Charles Denis Bourbaki vốn đe dọa nhiều hơn đến quân đội Phổ.